# Передальпи
Передальпи — група хребтів і масивів, що облямовують високогірну зону Альп і відокремлені від неї подовжніми долинами.
Виділяють:
- На півдні — Венетські і Ломбардські Передальпи.
- На заході — Французькі Передальпи.
- На півночі — Швейцарські, Баварські і Австрійські Передальпи.

Передальпи складені переважно вапняками, пісковиками, мергелями. Висота 2000—3000 м. Переважають ліси і луки, багато озер (Боденське, Женевське, Лаго-Маджоре, Гарда).